# 王录生
王录生（1936年12月—2024年2月28日），男，汉族，浙江浦江人，中华人民共和国政治人物，曾任贵州省政协副主席，中国民主建国会中央委员会委员、贵州省委员会主任委员，第七、八届全国人大代表，第九届全国政协委员。